# 盘龙乡 (韩城市)
盘龙乡是中国陕西省渭南市韩城市下辖的一个乡。

## 行政区划
盘龙乡下辖以下行政区：
上庄村、坪头村、白家山村、岭底村、泡泉村、道口梁村、曹家山村、张家山村、陈家圪劳村、楼子村、官庄村